# Bąk (obraz Józefa Chełmońskiego)
Bąk (Czapla bąk, Butor, Mokradła) – obraz olejny autorstwa Józefa Chełmońskiego, namalowany w 1891 roku.

## Historia
Józef Chełmoński chętnie malował zwierzęta, zwłaszcza ptaki. Modelem dla artysty mogło być wypchane zwierzę; w dworku Józefa Chełmońskiego w Kuklówce Zarzecznej znajdował się na przykład wypchany ptak z rodziny czaplowatych. Malarz mógł też obserwować bąki w okolicy swojego dworku, gdyż w pobliżu znajdują się tereny podmokłe, przy rzece Pisi-Tucznej. Obraz został namalowany w 1891 roku we wspomnianym dworku w Kuklówce. Pracę prezentowano w Towarzystwie Zachęty Sztuk Pięknych, gdzie była wystawiona na sprzedaż, a w 1893 roku obraz znalazł się w albumie Zachęty.  
Chełmoński w 1892 roku namalował niemal identyczną replikę obrazu pod takim samym tytułem (ptak ma nieco wyżej jedno skrzydło ponad linią horyzontu).  
Na podstawie obrazu Feliks Jasieński sporządził grafikę w technice akwaforty w 1893 roku, matrycę poprawił Ignacy Łopieński; praca pozostaje w kilku odbitkach w zbiorach Muzeum Narodowego w Warszawie (m.in. nr inw. Gr.Pol.5681 MNW).
Przed 1892 rokiem płótno nabył Kazimierz Chłędowski. Obraz został przekazany w depozyt Galerii Współczesnej Muzeum Narodowego w Krakowie w 1921 roku. W 1934 roku obraz należał do hrabiego Alfreda Antoniego Potockiego w Łańcucie. Obraz został znaleziony przez polskiego kolekcjonera Tomasza Mętlewicza w wiedeńskim antykwariacie Borisa Wilnitsky’ego; poddano go konserwacji i znalazca sprzedał do polskiemu kolekcjonerowi w listopadzie 1996 roku. Obraz należy do osoby prywatnej, nie jest często eksponowany (sześć razy od namalowania do 2004 roku). Wystawiano go na retrospektywnej wystawie „Józef Chełmoński 1849–1914” w 2025 roku.

## Charakterystyka
Obraz namalowany techniką olejną na płótnie o wymiarach 129 na 192 cm. Przedstawia mokradła, ponad którymi szybuje bąk. Przedstawiona scena rozgrywa się latem. Praca ujawnia drapieżne cechy ptaka, podobnie jak w dziele Pogoda. Jastrząb

## Galeria

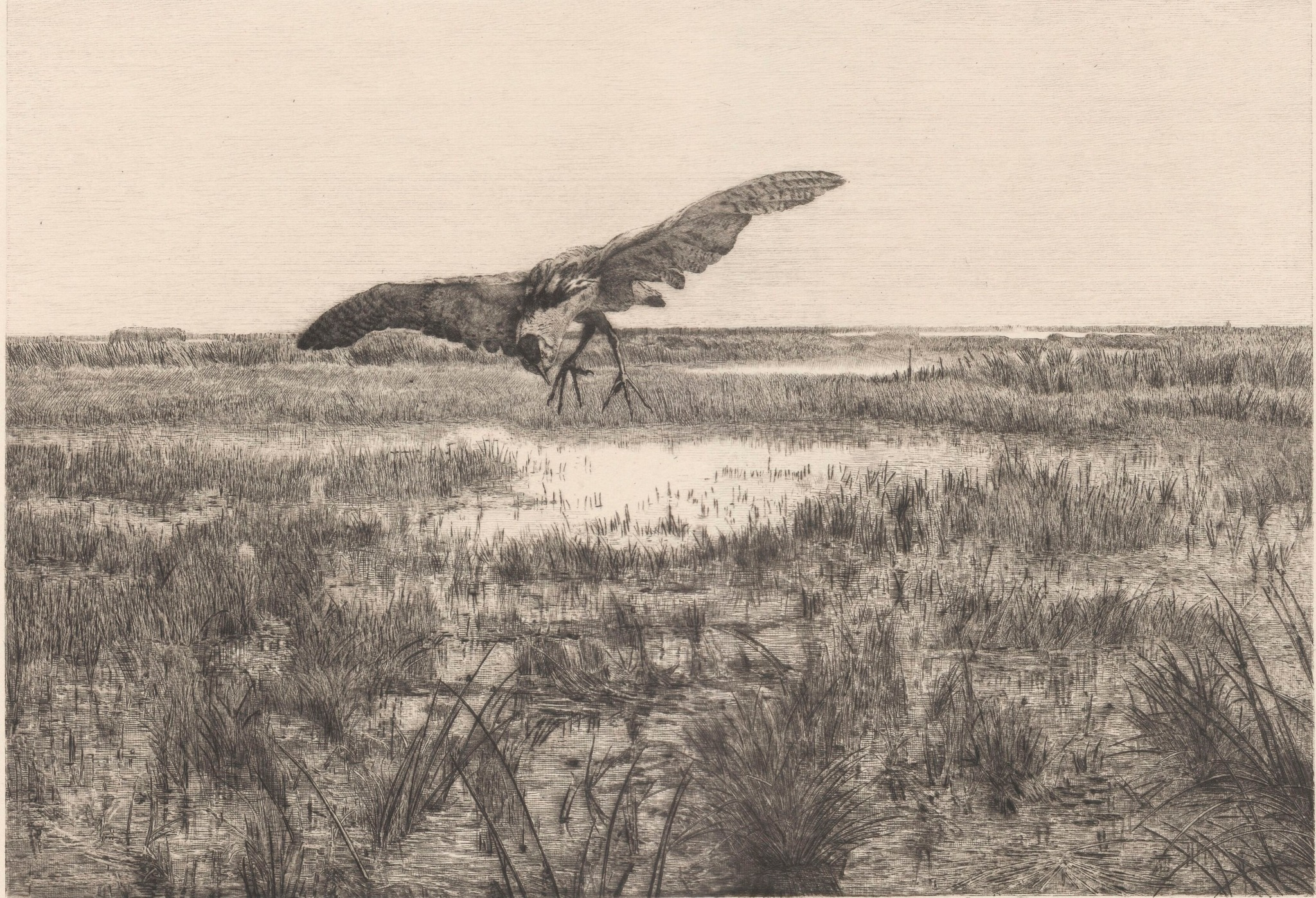
Grafika na podstawie obrazu Bąk (1893)
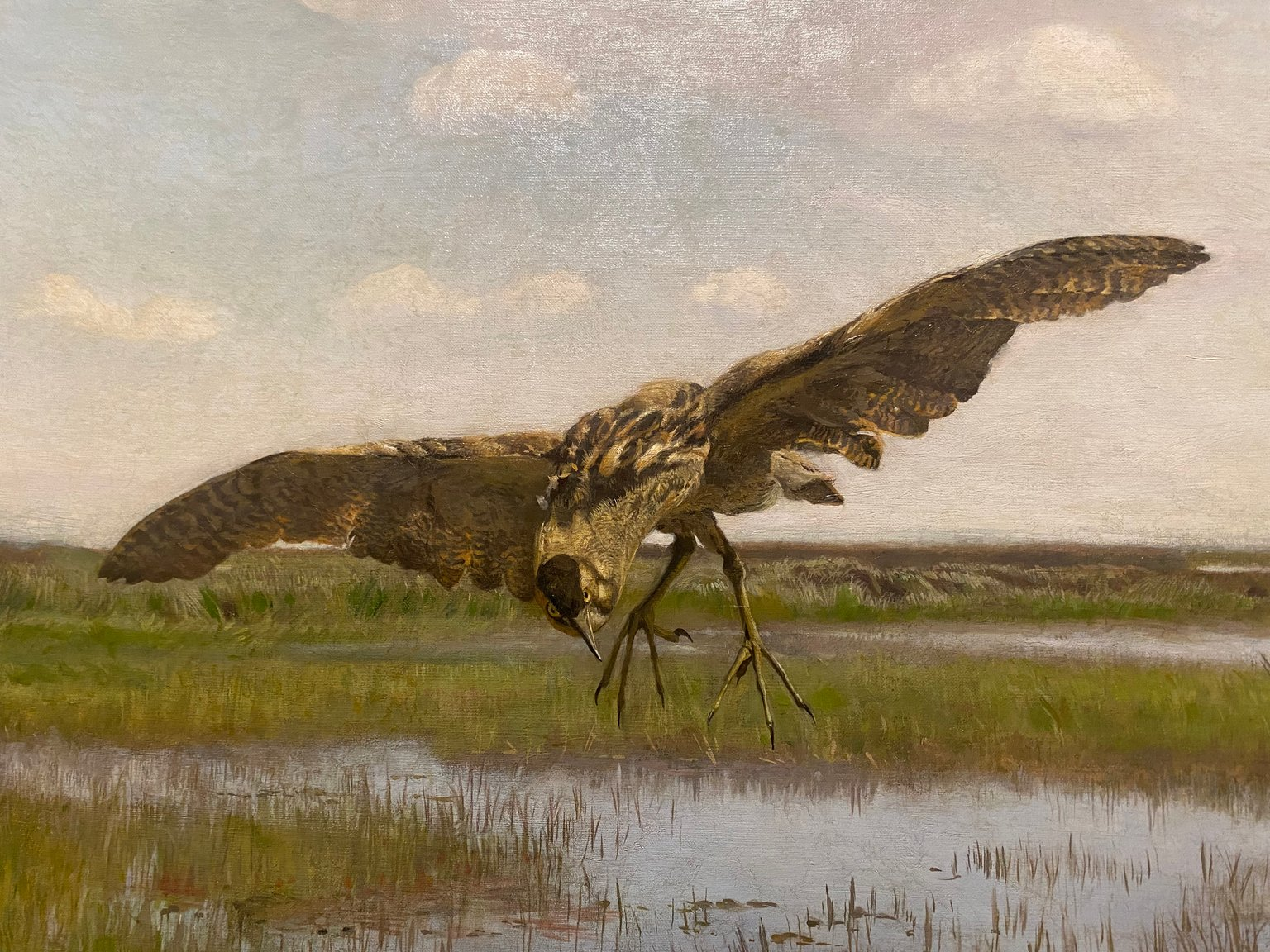
Bąk, detal (1891)
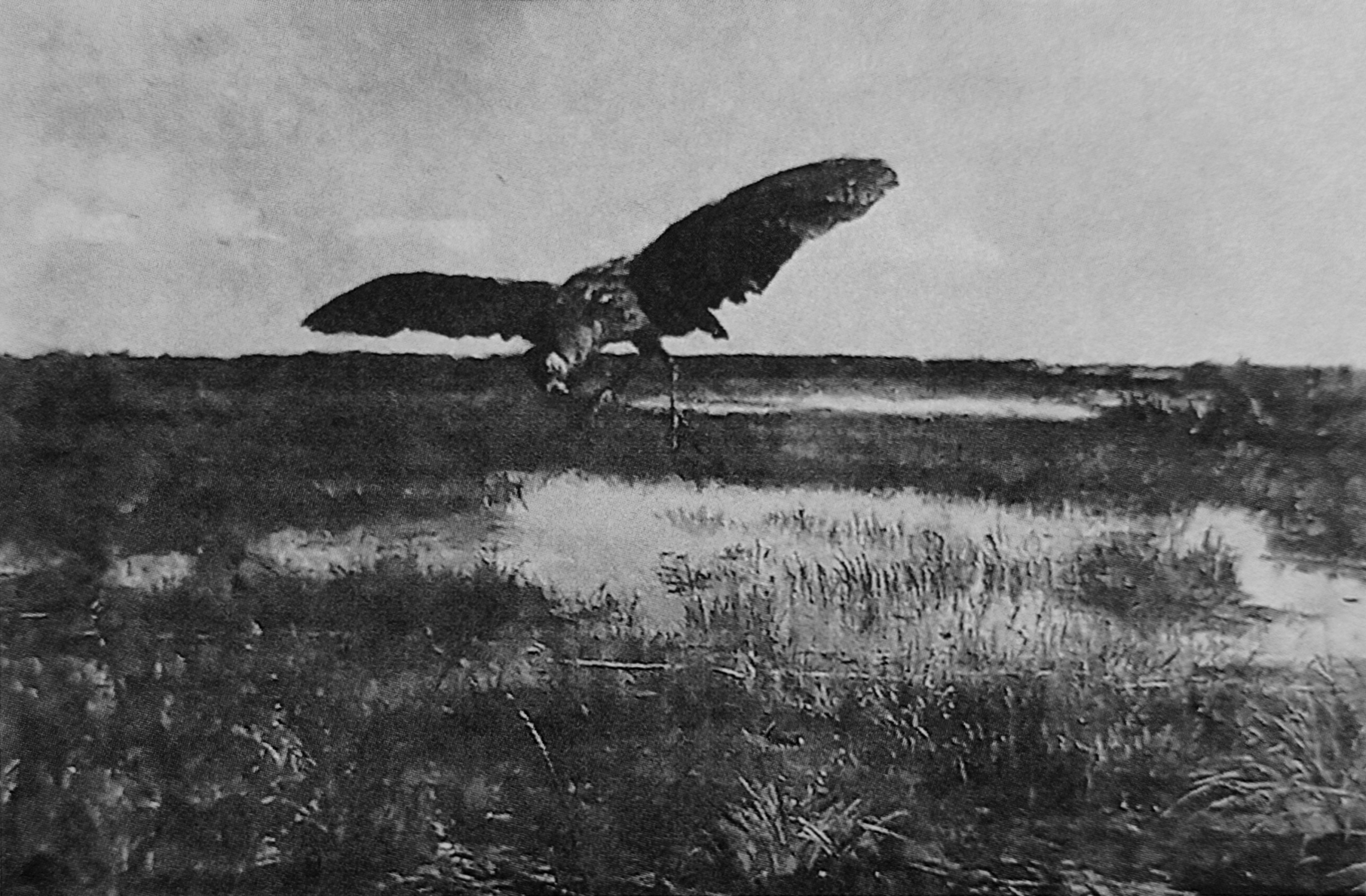
Bąk, replika (1892)
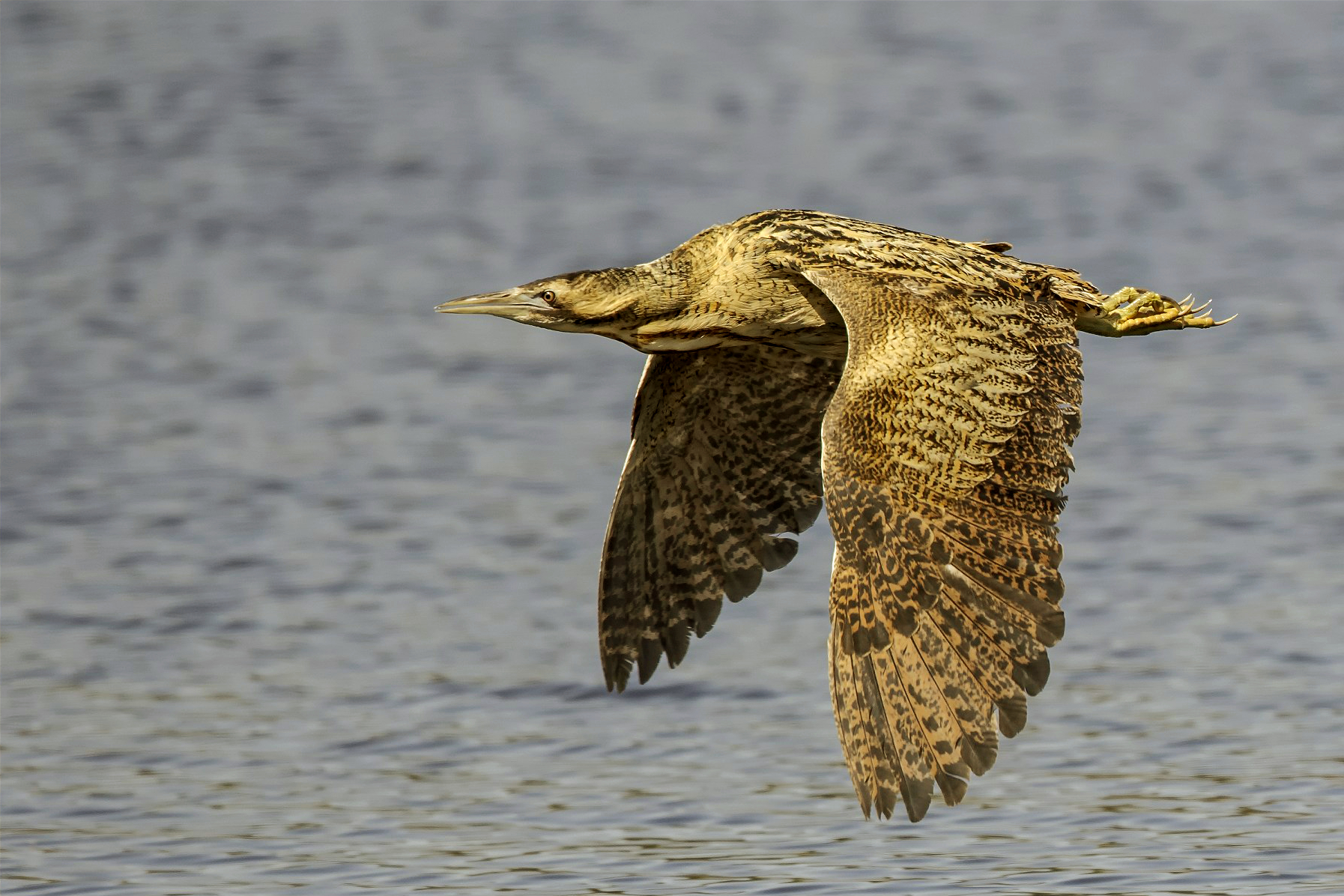
Bąk w locie (fotografia)